# Gianni Vermeersch
Gianni Vermeersch (Roeselare, 19 november 1992) is een Belgisch professioneel wielrenner. Aanvankelijk was hij gespecialiseerd in het veldrijden. Tegenwoordig richt hij zich voornamelijk op het wegwielrennen en gravelfietsen.
Gianni is de zoon van Stefaan Vermeersch, een ex-wielrenner.

## Biografie
Als junior werd Vermeersch in 2010 vijfde tijdens het WK, dit op slechts 20 seconden van de Tsjechische winnaar Tomáš Paprstka. Een jaar later maakte hij de overstap naar de beloften. Vanaf één januari 2011 reed hij voor het Belgische BKCP-Powerplus. Hij ruilde deze ploeg na afloop van het seizoen 2012-2013 om voor Sunweb-Napoleon Games. Hij zou voor deze ploeg ook zijn profdebuut maken vanaf het seizoen 2014-2015. In 2022 kroonde hij zich tot wereldkampioen Gravel in het Italiaanse Cittadella.

## Palmares

### Veldrijden
Overwinningen
| Seizoen   | Wereldbeker | Superprestige | Trofee veldrijden | WK  | EK  | BK  | Overige          | Totaal aantal zeges |
| --------- | ----------- | ------------- | ----------------- | --- | --- | --- | ---------------- | ------------------- |
| 2014-2015 |             |               |                   | 7e  | NVT | 11e |                  | 0                   |
| 2015-2016 |             |               |                   | DNS | 15e | DNF |                  | 0                   |
| 2016-2017 |             |               |                   | 8e  | DNS | 9e  |                  | 0                   |
| 2017-2018 |             |               |                   | DNS | 26e | 11e | Iowa II          | 1                   |
| 2018-2019 |             |               |                   | 10e | 9e  | 7e  |                  | 6                   |
| 2019-2020 |             |               |                   | DNS | 11e | 6e  | Iowa II, Ardooie | 2                   |
| 2020-2021 |             |               |                   | 12e | DNS | 6e  |                  | 0                   |
| 2021-2022 |             |               |                   | DNS | DNS | 5e  |                  | 0                   |
| 2022-2023 |             |               |                   | DNS | DNS | DNS |                  | 0                   |
| Totaal    | 0           | 0             | 0                 | 0   | 0   | 0   | 3                | 3                   |

Resultatentabel
| Seizoen   | Aantal zeges    | Regenboogtrui | Europeese kampioenstrui | Belgische kampioenstrui | WB  | SP  | X²O | UCI  |
| --------- | --------------- | ------------- | ----------------------- | ----------------------- | --- | --- | --- | ---- |
| 2014–2015 | 0 overwinningen | 7e            | NVT                     | 11e                     | 7e  | 16e | 12e | 14e  |
| 2015–2016 | 0 overwinningen | DNS           | DNS                     | DNF                     | 10e | 13e | 7e  | 29e  |
| 2016–2017 | 0 overwinningen | 8e            | DNS                     | 9e                      | 12e | 17e | 10e | 16e  |
| 2017–2018 | 1 overwinning   | DNS           | 26e                     | 11e                     | 14e | 14e | 15e | 26e  |
| 2018–2019 | 7 overwinningen | 10e           | 9e                      | 7e                      | 15e | 9e  | 30e | 10e  |
| 2019–2020 | 2 overwinningen | DNS           | 11e                     | 6e                      | 9e  | 11e | 18e | 12e  |
| 2020–2021 | 0 overwinningen | 12e           | DNS                     | 6e                      | 11e | 23e | 33e | 12e  |
| 2021–2022 | 0 overwinningen | DNS           | DNS                     | 5e                      | 43e | DNS | 23e | 104e |
| 2022–2023 | 0 overwinningen | DNS           | DNS                     | DNS                     | 52e | 40e | 44e | 245e |
|           |                 |               |                         |                         |     |     |     |      |
| Totaal    | 3 overwinningen | 0             | 0                       | 0                       | 0   | 0   | 0   | 0    |

### Wegwielrennen
2017 - 1 zege
Slag om Norg
2019 - 1 zege
proloog Ronde van de Elzas (TTT)
2020 - 1 zege
Antwerp Port Epic
2022 - 1 zege
5e etappe Vierdaagse van Duinkerke
2024 - 1 zege
Dwars door het Hageland

#### Resultaten in voornaamste wegwedstrijden
| Jaar | Ronde van Italië | Ronde van Frankrijk | Ronde van Spanje |
| ---- | ---------------- | ------------------- | ---------------- |
| 2019 |                  |                     |                  |
| 2020 |                  |                     |                  |
| 2021 | 87e              |                     |                  |
| 2022 |                  |                     | 82e              |
| 2023 |                  |                     |                  |
| 2024 |                  | 107e                |                  |
| 2025 |                  | 103e                |                  |

| Jaar | Milaan-San Remo | Gent-Wevelgem | Ronde van Vlaanderen | Parijs-Roubaix | Amstel Gold Race | Strade Bianche |  | Wereldranglijsten |
| ---- | --------------- | ------------- | -------------------- | -------------- | ---------------- | -------------- |  | ----------------- |
| 2019 |                 | 28e           | 69e                  |                | 36e              |                |  | 401e (UWR)        |
| 2020 |                 | 30e           | opgave               |                |                  | buit.tijd      |  | 81e (UWR)         |
| 2021 | 24e             | 10e           | 7e                   | 15e            |                  | 14e            |  | 78e (UWT)         |
| 2022 |                 | 46e           | 40e                  | 58e            | 76e              | opgave         |  | 208e (UWT)        |
| 2023 | 81e             | 24e           | 30e                  | 11e            | 14e              | 22e            |  | 252e (UWT)        |
| 2024 | 57e             | 48e           | 23e                  | 6e             | opgave           | 32e            |  |                   |
| 2025 |                 | 83e           | 15e                  | opgave         | opgave           | 7e             |  |                   |

### Gravelrace
2022
 Wereldkampioenschap gravelrace
2024
 Belgisch kampioen gravel 

## Ploegen
- 2020 –  Alpecin-Fenix
- 2021 –  Alpecin-Fenix
- 2022 –  Alpecin-Fenix
- 2023 –  Alpecin-Deceuninck
- 2024 –  Alpecin-Deceuninck
- 2025 –  Alpecin-Deceuninck

Adams · Albert · Bosmans · Cant · Franzoi · Huenders · Jouffroy · Meisen · Šimůnek · van der Poel · Vanthourenhout · Vermeersch · Walsleben
Adams · Albert · Bosmans · Meisen · Petruš · Šimůnek · van der Poel · D.Vanthourenhout · M.Vanthourenhout · Vermeersch · Walsleben
Adams · Albert · Bosmans · Hoeyberghs · Jauregui · Meisen · Petruš · van der Poel · D.Vanthourenhout · M.Vanthourenhout · Vermeersch · Walsleben
Aernouts · Braet · Cornu · T.Merlier · Pauwels · van Tichelt · D.Vanthourenhout · M.Vanthourenhout · Vantornout · Vermeersch · Degroote (stagiair)
De Clercq · Joseph · Pauwels · Van Den Bossche · Van Hecke · van Tichelt · D.Vanthourenhout · M.Vanthourenhout · Vantornout · Vermeersch
De Clercq · Jacobs · Joseph · Pauwels · Van Hecke · van Tichelt · D.Vanthourenhout · M.Vanthourenhout · Vantornout · Vermeersch
Caluwé · Dekker · del Carmen Alvarado · Meeusen · Meisen · Rouiller · Ťoupalík · Turner · Vandebosch · Vandeputte · D. van der Poel · M. van der Poel · Vermeersch
Cortjens · De Bondt · Dekker · del Carmen Alvarado · Devolder · Eibl · Fagerhaug · Hansen · Jans · Janssens · Meeusen · Meisen · Merlier · Rickaert · Rouiller · Stallaert · Tulett · Turner · D. van der Poel · M. van der Poel · Vandeputte · van Trijp · Vergaerde · Vermeersch · Walsleben · Benoist (stagiair) · Clé (stagiair)
Anderson · Bayer · De Bondt · del Carmen Alvarado · De Tier · De Vreese · Dillier · Eibl · Jans · Janssens · Krieger · Leysen · Meisen · Merlier · Meurisse · Modolo · Philipsen · Pieterse · Planckaert · Richardson · Rickaert · Riesebeek · Sbaragli · Sweeck · Taminiaux · Thwaites · Tulett · Vakoč · D. van der Poel · M. van der Poel · Vergaerde · Vermeersch · Vervaeke · Vine · Walsleben
Anderson · Ballerstedt · Bax · Bayer · De Bondt · De Tier · Dillier · Gaze · Gogl · Janssens · Krieger · Leysen · Mareczko · Merlier · Meurisse · Oldani · Philipsen · Planckaert · Rickaert · Riesebeek · Sbaragli · Stannard · Taminiaux · Thwaites · Van Den Bossche · D. van der Poel · M. van der Poel · Van Keirsbulck · Vermeersch · Vermote · Vine
Ballerstedt · Bayer · Conci · De Bondt · Dillier · Gaze · Ghys · Gogl · Groves · Hermans · Janssens · Kragh Andersen · Krieger · Leysen · Mareczko · Meurisse · Oldani · Osborne · Philipsen · Planckaert · Plowright · Rickaert · Riesebeek · Sbaragli · Sinkeldam · Stannard · Taminiaux · Van Den Bossche · van der Poel  · Vermeersch
Ballerstedt · Bayer · Boven · Conci · Dillier · Gaze · Ghys · Gogl · Groves · Hermans · Hollmann · Janssens · Kielich · Kragh Andersen · Laurance · Leysen · Meurisse · Osborne · Philipsen · Planckaert · Plowright · Rickaert · Riesebeek · Sinkeldam · Uhlig · Van Den Bossche · van der Poel  · Van Tricht · Vergallito · Vermeersch
Bayer · Boven · Debruyne · Dehairs · Del Grosso · Dillier · Gaze · Ghys · Glivar · Gogl · Groves · Hermans · Hollmann · Janssens · Kielich · Meurisse · Philipsen · Planckaert · Plowright · Price-Pejtersen · Rickaert · Riesebeek · Uhlig · Van Den Bossche · van der Poel · Van Tricht · Vergallito · Vermeersch